# Патнам (округ, Индиана)
Па́тнам (англ. Putnam County) — округ в штате Индиана, США. Официально образован 31 декабря 1822 года. По состоянию на 2010 год, численность населения составляла 37 963 человека.

## География
По данным Бюро переписи США, общая площадь округа равняется 1 250,168 км2, из которых 1 244,574 км2 суша и 5,594 км2 или 0,450 % это водоёмы.

## Климат
В Патнаме влажный континентальный климат, что подразумевает климатический регион, для которого характерны большие сезонные перепады температур, с тёплым или жарким (и часто влажным) летом и холодной (иногда очень холодной) зимой. Подтип классификации климата Кёппена обозначается на климатических картах аббревиатурой — «Dfa» (континентальный климат с жарким летом).

## Население
По данным переписи населения 2000 года в округе проживает 36 019 жителей в составе 12 374 домашних хозяйств и 9 119 семей. Плотность населения составляет 29,00 человек на км2. На территории округа насчитывается 13 505 жилых строений, при плотности застройки около 11,00-ти строений на км2. Расовый состав населения: белые — 94,87 %, афроамериканцы — 2,93 %, коренные американцы (индейцы) — 0,33 %, азиаты — 0,52 %, гавайцы — 0,04 %, представители других рас — 0,42 %, представители двух или более рас — 0,89 %. Испаноязычные составляли 1,14 % населения независимо от расы.
В составе 34,00 % из общего числа домашних хозяйств проживают дети в возрасте до 18 лет, 62,40 % домашних хозяйств представляют собой супружеские пары проживающие вместе, 7,70 % домашних хозяйств представляют собой одиноких женщин без супруга, 26,30 % домашних хозяйств не имеют отношения к семьям, 22,40 % домашних хозяйств состоят из одного человека, 9,40 % домашних хозяйств состоят из престарелых (65 лет и старше), проживающих в одиночестве. Средний размер домашнего хозяйства составляет 2,56 человека, и средний размер семьи 2,99 человека.
Возрастной состав округа: 23,60 % моложе 18 лет, 13,20 % от 18 до 24, 29,20 % от 25 до 44, 21,60 % от 45 до 64 и 21,60 % от 65 и старше. Средний возраст жителя округа 35 лет. На каждые 100 женщин приходится 108,30 мужчин. На каждые 100 женщин старше 18 лет приходится 108,90 мужчин.
Средний доход на домохозяйство в округе составлял 38 882 USD, на семью — 45 916 USD. Среднестатистический заработок мужчины был 31 989 USD против 22 029 USD для женщины. Доход на душу населения составлял 17 163 USD. Около 6,40 % семей и 8,00 % общего населения находились ниже черты бедности, в том числе — 9,30 % молодежи (тех, кому ещё не исполнилось 18 лет) и 10,40 % тех, кому было уже больше 65 лет.